# Listă de filme Bollywood din 1999
Aceasta este o listă de filme în limba hindi (Bollywood, industrie cu sediul în Mumbai) din 1999:

## 1999
| Titlu                                 | Regizor                | Distribuție | Gen                           |
| ------------------------------------- | ---------------------- | --- | ----------------------------- |
| Aa Ab Laut Chalen                     | Rishi Kapoor           | Rajesh Khanna, Akshaye Khanna, Aishwarya Rai, Kader Khan, Jaspal Bhatti, Satish Kaushik, Mousami Chatterji, Himani Shivpuri | Romance, Drama,               |
| Aarzoo                                | Lawrence D'Souza       | Akshay Kumar, Madhuri Dixit, Saif Ali Khan, Amrish Puri                                                                     | Drama                         |
| Anari No.1                            | Sandesh Kohli          | Govinda, Raveena Tandon, Simran Bagga, Kader Khan, Satish Shah, Aruna Irani                                                 | Comedy                        |
| Arjun Pandit                          | Rahul Rawail           | Sunny Deol, Juhi Chawla, Saurabh Shukla                                                                                     | Action                        |
| Baadshah                              | Abbas-Mustan-Mustan    | Shahrukh Khan, Twinkle Khanna, Amrish Puri, Johnny Lever                                                                    | Action, Comedy                |
| Bade Dilwala                          | Shakeel Noorani        | Sunil Shetty, Priya Gill, Paresh Rawal                                                                                      | Action                        |
| Bhopal Express                        | Mahesh Mathai          | Naseeruddin Shah, Kay Kay Menon, Nethra Raghuraman, Zeenat Aman                                                             | Drama                         |
| Biwi No.1                             | David Dhawan           | Salman Khan, Karisma Kapoor, Sushmita Sen, Anil Kapoor, Tabu, Saif Ali Khan                                                 | Comedy                        |
| Chandaal Aatma                        | S.R. Pratap            | Aparna, Rakesh Bedi, Sudhir Dalvi                                                                                           | Horror                        |
| Chehraa                               | Gautam Adhikari        | Seema Kapoor, Ayub Khan, Madhoo                                                                                             |                               |
| Daag: The Fire                        | Raj Kanwar             | Sanjay Dutt, Chandrachur Singh, Mahima Chaudhry                                                                             | Action, Romance               |
| Dahek                                 | Lateef Binny           | Akshaye Khanna, Sonali Bendre, Danny Denzongpa, Ahmed Khan                                                                  | Drama                         |
| Dil Kya Kare                          | Prakash Jha            | Ajay Devgan, Kajol, Mahima Chaudhry, Chandrachur Singh                                                                      | Drama                         |
| Dillagi                               | Sunny Deol             | Sunny Deol, Bobby Deol, Urmila Matondkar, Preity Zinta                                                                      | Drama                         |
| Double Gadbad                         |                        | Navneet Nishan, Baba Sehgal                                                                                                 | Comedy                        |
| Dracula                               | Bhooshan Lal           | Sadashiv Amrapurkar, Ashna, Mohan Joshi                                                                                     | Horror                        |
| Dulhan Banoo Main Teri                | Anoop Kumar            | Faraaz Khan, Deepti Bhatnagar                                                                                               | Romance, Drama                |
| Gair                                  | Ashok Gaekwad          | Ajay Devgan, Raveena Tandon, Reena Roy, Amrish Puri                                                                         | Action                        |
| Godmother                             | Vinay Shukla           | Shabana Azmi, Milind Gunaji, Nirmal Pandey                                                                                  | Crime, Drama                  |
| Haseena Maan Jaayegi                  | David Dhawan           | Govinda, Sanjay Dutt, Karisma Kapoor, Puja Batra, Kader Khan                                                                | Comedy                        |
| Heera Lal Panna Lal                   | Kawal Sharma           | Mithun Chakraborty, Johnny Lever, Payal Malhotra                                                                            | Drama, Action, Comedy, Crime  |
| Hello Brother                         | Sohail Khan            | Salman Khan, Rani Mukerji, Arbaaz Khan                                                                                      | Comedy                        |
| Hindustan Ki Kasam                    | Veeru Devgan           | Amitabh Bachchan, Ajay Devgan, Manisha Koirala, Sushmita Sen, Prem Chopra                                                   | Patriotic, Action             |
| Hogi Pyaar Ki Jeet                    | P. Vasu                | Ajay Devgan, Neha, Arshad Warsi                                                                                             |                               |
| Hote Hote Pyar Ho Gaya                | Firoz Irani            | Jackie Shroff, Kajol, Atul Agnihotri, Ayesha Jhulka                                                                         | Drama                         |
| Hu Tu Tu                              | Gulzar                 | Nana Patekar, Sunil Shetty, Tabu                                                                                            | Drama                         |
| Hum Aapke Dil Mein Rehte Hain         | Satish Kaushik         | Kajol, Anil Kapoor, Anupam Kher, Johny Lever                                                                                | Romantic drama                |
| Hum Dil De Chuke Sanam                | Sanjay Leela Bhansali  | Salman Khan, Ajay Devgan, Aishwarya Rai                                                                                     | Drama                         |
| Hum Saath-Saath Hain: We Stand United | Sooraj R. Barjatya     | Salman Khan, Mohnish Bahl, Tabu, Saif Ali Khan, Karisma Kapoor, Sonali Bendre                                               | Family Drama                  |
| Hum Tum Pe Marte Hain                 | Nabh Kumar Raju        | Govinda, Urmila Matondkar                                                                                                   | Romance, Drama                |
| International Khiladi                 | Umesh Mehra            | Akshay Kumar, Twinkle Khanna, Rajat Bedi                                                                                    | Action, Crime, Drama, Romance |
| Jaanam Samjha Karo                    | Andaleb Sulthapuri     | Salman Khan, Urmila Matondkar, Monica Bedi                                                                                  | Romance, Drama                |
| Jaanwar                               | Suneel Darshan         | Akshay Kumar, Karishma Kapoor, Shilpa Shetty, Shakti Kapoor, Ashutosh Rana                                                  | Drama                         |
| Jahan Tum Le Chalo                    | Desh Deepak            | Rana Jung Bahadur, Shail Chaturvedi, Sonali Kulkarni                                                                        | Romance                       |
| Jai Hind                              | Manoj Kumar            | Rishi Kapoor, Kunal Goswami, Shilpa Shirodkar, Pran                                                                         | Action, Romance               |
| Kaala Samrajya                        | Deepak Bahry           | Sunil Shetty, Monica Bedi, Amrish Puri                                                                                      | Action                        |
| Kachche Dhaage                        | Milan Luthria          | Ajay Devgan, Manisha Koirala, Saif Ali Khan, Namrata Shirodkar                                                              | Romance, Drama                |
| Kahani Kismat Ki                      | Farogh Siddique        | Laxmikant Berde, Mithun Chakraborty, Deepshika                                                                              | Action                        |
| Kartoos                               | Mahesh Bhatt           | Sanjay Dutt, Manisha Koirala, Jackie Shroff                                                                                 | Action                        |
| Kaun                                  | Ram Gopal Varma        | Urmila Matondkar, Manoj Bajpai, Sushanth Kumar                                                                              | Thriller                      |
| Khoobsurat                            | Sanjay Chhel           | Sanjay Dutt, Urmila Matondkar, Om Puri, Farida Jalal                                                                        | Romance, Drama                |
| Khooni Ilaaka: The Prohibited Area    | Jitendra Chawda        | Kishore Anand Bhanushali, Arif Khan, Anil Nagrath                                                                           | Horror                        |
| Khopdi: The Skull                     | Ramesh U. Lakhiani     | Rajesh Bakshi, Vijay Solanki                                                                                                | Horror                        |
| Kohram                                | Mehul Kumar            | Amitabh Bachchan, Tabu, Nana Patekar, Jaya Pradha                                                                           | Action                        |
| Laawaris                              | Shrikant Sharma        | Akshaye Khanna, Manisha Koirala, Jackie Shroff, Dimple Kapadia                                                              | Drama                         |
| Lal Baadshah                          | K. C. Bokadia          | Amitabh Bachchan, Shilpa Shetty, Manisha Koirala                                                                            | Action                        |
| Lo Main Aa Gaya                       | Mahesh Kothare         | Vinay Anand, Laxmikant Berde, Prem Chopra                                                                                   | Action                        |
| Love You Hamesha                      | Kailash Surendranath   | Rishma Malik, Rohit Bal, Sonali Bendre                                                                                      |                               |
| Maa Kasam                             | Ashok Gaekwad          | Kasam Ali, Vikas Anand, Arjun                                                                                               | Action                        |
| Main Tere Pyaar Mein Pagal            | K. Raghavendra Rao     | Tanikella Bharani, Brahmanandam, J.D. Chakravarthi                                                                          | Comedy                        |
| Manchala                              | Jaiprakash Shaw        | Vivek Mushran, Gauri Khopkar, Rakesh Bedi                                                                                   | Romance                       |
| Mann                                  | Inder Kumar            | Aamir Khan, Manisha Koirala, Anil Kapoor, Sharmila Tagore, Deepti Bhatnagar                                                 | Romance, Drama                |
| Mast                                  | Ram Gopal Varma        | Aftab Shivdasani, Urmila Matondkar                                                                                          | Romance, Drama                |
| Mother                                | Saawan Kumar           | Jeetendra, Rekha, Randhir Kapoor                                                                                            | Comedy, Drama, Family         |
| Munnibai                              | Kanti Shah             | Dharmendra, Mohan Joshi, Johnny Lever                                                                                       |                               |
| Naukar Ki Kameez                      | Mani Kaul              | Samir Ahmed, Vikrishnah Batt, Anu Joseph                                                                                    |                               |
| Nyaydaata                             | Vicky Ranawat          | Tinnu Anand, Aparajita, Asrani                                                                                              | Action                        |
| Phir Kabhi                            | Balwant Dullat         | Rahul Roy, Saraf Deepak, Farah                                                                                              | Drama, Family                 |
| Phool Aur Aag                         | T.L.V. Prasad          | Mithun Chakraborty, Jackie Shroff, Archana                                                                                  | Drama, Action, Comedy, Crime  |
| Putlibai                              | Yash Chouhan           | Rajesh Bakshi, Raj Kiran, Raza Murad                                                                                        |                               |
| Pyaar Koi Khel Nahin                  | Subhash Sehgal         | Sunny Deol, Mahima Chaudhry, Apoorva Agnihotri                                                                              | Drama                         |
| Pyaar Mein Kabhi Kabhi                | Raj Kaushal            | Sanjay Suri, Dino Morea, Rinke Khanna                                                                                       | Romance                       |
| Rajaji                                | Vimal Kumar            | Govinda, Raveena Tandon, Satish Kaushik                                                                                     | Comedy, Romance               |
| Safari                                | Jyotin Goel            | Sanjay Dutt, Juhi Chawla, Tanuja                                                                                            | Action                        |
| Samar                                 | Shyam Benegal          | Seema Biswas, Ravi Jhankal, Rajeshwari Sachdev                                                                              | Drama                         |
| Sangharsh                             | Tanuja Chandra         | Akshay Kumar, Preity Zinta, Alia Bhatt, Ashutosh Rana                                                                       | Thriller, Drama               |
| Sanyasi Mera Naam                     | Imran Khalid           | Mithun Chakraborty, Siddharth Dhawan, Mohan Joshi                                                                           | Action                        |
| Sarfarosh                             | John Matthew Matthan   | Aamir Khan, Sonali Bendre, Naseeruddin Shah                                                                                 | Action, Thriller              |
| Sarfarosh-E-Hind                      | D.R. Kaushal           | Ishrat Ali, Sadashiv Amrapurkar, Arun Bakshi                                                                                | Action                        |
| Sautela                               | Rama Rao Tatineni      | Vinay Anand, Mithun Chakraborty, Gulshan Grover                                                                             | Action                        |
| Shera                                 | T.L.V. Prasad          | Asrani, Mithun Chakraborty, Pinky Chinoy                                                                                    | Action                        |
| Shool                                 | E. Nivas               | Manoj Bajpai, Raveena Tandon, Sayaji Shinde                                                                                 | Action, Crime                 |
| Silsila Hai Pyar Ka                   | Shrabrani Deodar       | Chandrachur Singh, Karisma Kapoor, Danny Denzongpa, Aruna Irani                                                             | Romance                       |
| Sirf Tum                              | Agathiyan              | Sanjay Kapoor, Jackie Shroff, Sushmita Sen, Priya Gill, Salman Khan                                                         | Romance                       |
| Sooryavansham                         | E. V. V. Satyanarayana | Amitabh Bachchan, Jayasudha, Soundarya, Rachana Banerjee                                                                    | Drama                         |
| Taal                                  | Subhash Ghai           | Akshaye Khanna, Anil Kapoor, Aishwarya Rai                                                                                  | Musical, Romance              |
| Tabaahi: The Destroyer                | Gopi Sapru             | Mithun Chakraborty, Divya Dutta, Satyendra Kapoor                                                                           | Action                        |
| Thakshak                              | Govind Nihlani         | Ajay Devgan, Tabu, Rahul Bose, Amrish Puri                                                                                  | Drama                         |
| Trishakti                             | Madhur Bhandarkar      | Sadashiv Amrapurkar, Milind Gunaji, Jatin Kanakia                                                                           |                               |
| Vaastav: The Reality                  | Mahesh Manjrekar       | Sanjay Dutt, Namrata Shirodkar                                                                                              | Crime, Drama                  |
| Yeh Hai Mumbai Meri Jaan              | Mahesh Bhatt           | Saif Ali Khan, Twinkle Khanna                                                                                               |                               |
| Zulmi                                 | Sandesh Kohli          | Akshay Kumar, Twinkle Khanna                                                                                                | Action, Romance               |

## Legături externe
- Bollywood films of 1999 at the Internet Movie Database